# Просачів
Просачів (словац. Prosačov) — село в Словаччині, у Врановському окрузі Пряшівського краю. Розташоване в північно-східній частині Словаччини в південній частині Низьких Бескидів.
Уперше згадується у 1363 році.
У селі є греко-католицька церква Успіння Пресвятої Богородиці (1842).

## Населення
| Рік:            | 1994. | 2004.    | 2014.    | 2024.   |
| --------------- | ----- | -------- | -------- | ------- |
| Кількість осіб: | 154   | 201      | 235      | 228     |
| Різниця:        |       | +30,51 % | +16,91 % | -2,97 % |

| Рік:            | 2023. | 2024.   |
| --------------- | ----- | ------- |
| Кількість осіб: | 215   | 228     |
| Різниця:        |       | +6,04 % |

В селі проживає 213 осіб.
Національний склад населення (за даними перепису 2001 року):
- словаки — 56,82%
- цигани — 41,48%

Склад населення за приналежністю до релігії станом на 2001 рік:
- греко-католики — 67,61%,
- римо-католики — 15,91%,
- протестанти — 1,70%,
- не вважають себе віруючими або не належать до жодної вищезгаданої церкви- 11,94%